# 中華天主教大專同學會
中華天主教大專同學會，簡稱天主教大專同學會、大專同學會、同學會、UCCSA，是中華民國（臺灣）大專院校天主教學生的聯合組織，直屬於臺灣主教團管轄。

## 沿革
1949年2月，國立臺灣大學（臺大）歷史系教授方豪神父，在臺大校內創立了「天主教師生聯誼會」，這是臺灣第一個天主教大學社團；1951年更名為「國立臺灣大學天主教大專同學會」，大專同學會始告誕生。全臺各大專院校的教友學生陸續在校內成立正式或非正式社團，並逐步整合。
1954年，臺大、師大、淡江、臺北工專（今北科大）、行政專校（今北大）、東吳等5校的同學會，於11月14日成立「臺北總教區大專天主教同學會」，開各校同學會整合先聲。1965年，天主教教務協進會（今臺灣主教團）核准各校同學會在臺北成立全國總會，並正式命名為「中國天主教大專同學會」，成為全國性質的組織。1974年，大專同學會第二屆全國大會通過會章，並於隔年元旦生效。1981年正式與亞洲區會聯繫，成為國際公教學生運動（IMCS）成員。
2018年第46屆全國大會通過組織章程修正草案，並更名為「中華天主教大專同學會」。
大專同學會的成員以大專院校的天主教徒為主，但也開放對天主教有興趣的非教友參加。目前在較大型、以及歷史較悠久的大專院校皆設有分會。

## 組織架構
大專同學會的組織架構，分為總會、區會、分會等三級。另設全國大會為最高決策機構，每年寒假召開一次；全國大會閉會期間由執行委員會行使職權，是大專同學會的最高行政單位。
總會秘書處現位於台北市中正區辛亥路一段22號4樓，即耕莘文教院之內。秘書處曾分別設於台北總主教公署（台北市大安區樂利路94號）、輔大城區部（台北市大安區安居街39號）以及耶穌孝女會台灣總會院（台北市大安區青田街6巷14號地下1樓）。
- 全國大會
  - 執行委員會：由會長、總輔導、秘書處代表一人、各區會主委組成。
  - 總會（包含秘書處、輔導團）
    - 區會：共設臺北區會、臺中區會、台南區會、高雄區會以區委員會為決策單位，主任委員為最高負責人。
      - 分會：大專同學會之基本組織。以校為單位，亦可由數校成立聯合分會。

### 總會
下方所列總會的組織編制與現任幹部。此為民國113學年度資料。

#### 秘書處
- 會長：洪思宇同學
- 副會長：鮑容同學
- 幹部：許心瑀同學、黃珮琪同學

#### 輔導團
- 總輔導：馮漢中神父（耶穌會）
- 副總輔導：蔡慈芬修女（耶穌孝女會（英语：Daughters of Jesus (Spain)））、楊翠如姊妹（校園使徒）
- 區輔導：安瓊伊老師（北區）、楊翠如姊妹（中區）、李若望榮休主教（南區）、張宗德老師及黃佳音老師（雄區）

### 分會列表
大專同學會在111學年共有31個分會。至於各區的分會數目，北區有15個（2個非正式分會，1個預備分會）、中區有8個、南區有3個、雄區有5個。
| 分會名     | 社團名稱     | 性質           | 成立時間   | 備註                                                                                              |
| 臺北總教區 | 臺北總教區   | 臺北總教區     | 臺北總教區 | 臺北總教區                                                                                        |
| ---------- | ------------ | -------------- | ---------- | ------------------------------------------------------------------------------------------------- |
| 台大       | 台大光啟社   | 正式，聯合     | 1949年2月  |                                                                                                   |
| 台師       | 師大牧鐸社   | 正式，單校     |            |                                                                                                   |
| 輔大       |              | 正式，單校     |            | 原屬輔大醒新社之一部分；原分為輔日分會（面向日間部）及輔夜分會（面向進修部），民國109學年度起合併 |
| 政大       | 政大光啟社   | 正式，聯合     |            |                                                                                                   |
| 台藝       |              | 正式，單校     |            |                                                                                                   |
| 淡江       | 淡江天使社   | 正式，單校     |            |                                                                                                   |
| 文化       | 文化弘道社   | 正式，單校     |            |                                                                                                   |
| 東吳       |              | 正式，單校     |            |                                                                                                   |
| 客納罕     |              | 正式，聯合     |            | 主要對象為無分會設置的雙北大專院校學生                                                            |
| 北大       |              | 非正式，單校   |            | 現無總幹事                                                                                        |
| 宜蘭       |              | 非正式，聯合   |            | 現無總幹事                                                                                        |
| 新竹教區   |              |                |            |                                                                                                   |
| 中壢       |              | 正式，聯合     |            | 暫歸臺北區會                                                                                      |
| 新竹       |              | 正式，聯合     |            | 暫歸臺北區會                                                                                      |
| 香山       |              | 預備分會，聯合 |            | 暫歸臺北區會                                                                                      |
| 臺中教區   |              |                |            |                                                                                                   |
| 靜宜       | 靜宜光鹽社   | 正式，單校     |            |                                                                                                   |
| 東海       | 天主教同學會 | 正式，單校     |            |                                                                                                   |
| 逢甲       |              | 正式，單校     |            |                                                                                                   |
| 綜合       |              | 正式，聯合     |            |                                                                                                   |
| 中興       |              | 正式，聯合     |            |                                                                                                   |
| 朝亞       |              | 正式，聯合     |            | 原名朝陽分會，現服務對象為朝陽、亞大2所位於霧峰的大學學生                                         |
| 彰師       |              | 正式，單校     |            |                                                                                                   |
| 暨大       |              | 正式，單校     |            | 現無總幹事                                                                                        |
| 嘉義教區   |              |                |            |                                                                                                   |
| 嘉義       | 天主同在社   | 正式，聯合     |            | 暫歸台南區會                                                                                      |
| 臺南教區   |              |                |            |                                                                                                   |
| 成大       |              | 正式，聯合     |            |                                                                                                   |
| 榮耀伊     |              | 正式，聯合     |            | 長榮大學、嘉南藥理大學、中華醫事科技大學三校聯合                                                  |
| 高雄教區   |              |                |            |                                                                                                   |
| 中山       |              | 正式，聯合     |            |                                                                                                   |
| 義守       |              | 正式，聯合     |            | 原為義守大學仁愛磐石社，結束經營後改楠梓聖家堂聚會                                                |
| 正修       |              | 正式，聯合     |            |                                                                                                   |
| 文藻       | 大天堂鳥社   | 正式，單校     |            |                                                                                                   |
| 屏東聯合   |              | 正式，聯合     |            |                                                                                                   |
| 花蓮教區   |              |                |            |                                                                                                   |
| 花蓮       |              | 正式，聯合     |            | 暫歸臺北區會。花蓮縣、臺東縣公私立大專校院聯合                                                    |

## 舉辦活動
以下列出由大專同學會總會舉辦的全國性活動。
- 信仰陶成營

每年寒、暑假各舉辦一次。1973年首次舉辦「幹部訓練營」，1983年寒假改為現名。
- 幹部研習營

每年7月底舉辦一次，營中同時進行新舊任總會長交接。1989年首次舉辦。
- 全國共融

全國各校分會同學的聯誼活動，宗教成分較低。每年3月至4月間舉辦一次。
此外，大專同學會也參加及主辦過國際性的天主教青年活動，如東亞大專青年文化交流座談營（East Asia Program）

、世界青年日等
。

### 引用
1. ↑  .   [2012-09-10]. （原始内容存档于2017-12-06）.
2. ↑  EAP @ 中國天主教大專同學會 的存檔，存档日期2013-11-01.
3. ↑  梵蒂岡廣播電台 - 臺灣大專團體途經羅馬前往馬德里參加世青日活動[永久]

## 外部連結
- 官方网站
- 中華天主教大專同學會臺北區會Facebook粉絲專頁
- 中華天主教大專同學會臺中區會Facebook粉絲專頁
- 中華天主教大專同學會台南區會Facebook粉絲專頁 （页面存档备份，存于）
- 中華天主教大專同學會高雄區會 （页面存档备份，存于）
- 大專同學會總會Facebook粉絲專頁 （页面存档备份，存于）